# Lad dem leve
Lad dem leve er en dansk dokumentarfilm fra 1970, der er instrueret af Jørgen Henriksen. Filmen er produceret af Teknisk Film Compagni for Folkekirkens Nødhjælp.

## Handling
En beretning om kirkernes hjælpearbejde under borgerkrigen mellem Nigeria og den tidligere provins, Biafra. Gennem 22 måneder opretholdt kirkerne under navnet JOINTCHURCHAID, en luftbro mellem Sao Tomé og Biafra, hvorved ca. 4 millioner mennesker fik levnedsmidler, medicin og hospitalsudstyr. I alt gennemførtes 5304 heldige landinger og over 60.000 tons forsyninger blev bragt ind. Filmen giver et usentimentalt billede af den imponerende hjælpeaktion, og den indeholder en appel til alle om ikke at stande hjælpearbejdet, nu hvor det kan foregå under fredelige forhold. Der skal sættes gang i genopbygningen og i genetableringen af befolkningens naturlige erhvervsmuligheder.